# ليزا باوس
إليزابيث «ليزا» باوس (مواليد 19 سبتمبر 1968)  سياسية ألمانية من حزب الخضر. تشغل منذ 25 أبريل 2022 منصب وزيرة الأسرة وكبار السن والنساء والشباب في حكومة المستشار أولاف شولتس. وقد خلفت آنه شبيغل التي أعلنت استقالتها في 11 أبريل.

## روابط خارجية
- الموقع الرسمي